# Semiothisa lydia
Semiothisa lydia là một loài bướm đêm trong họ Geometridae.